# 76-й Нью-Йоркский пехотный полк
76-й Нью-Йоркский пехотный полк (76th New York Volunteer Infantry Regiment так же Courtland County Regiment) — представлял собой один из пехотных полков армии Союза во время Гражданской войны в США. Полк был сформирован в январе 1862 года и прошёл все сражения на востоке страны от Северовирджинской кампании до осады Петерсберга. Полк известен тем, что был первым пехотным полком прибывшим на поле боя при Геттисберге. В мае 1863 года в него были влиты части 24-го и 30-го нью-йоркских полков. Осенью 1864 года основная масса полка была расформирована, а в январе 1865 года оставшиеся роты были переведены в 147-й Нью-Йоркский пехотный полк.

## Формирование
Полковник Нельсон Грин из Кортланда был уполномочен Военным департаментом набрать пехотный полк и 2 сентября 1861 года приступил к набору добровольцев в округах Аллегейни и Йейтс. В то же время полномочия на набор полка получил генерал Джордж Данфорт; он разместил штаб в Черри-Велли и приступил к набору в округах Отсего и Скохари, при этом получив много людей из бывшего 39-го полка ополчения. Оба полка были направлены в Олбани, но ввиду недостаточной численности их 14 января 1862 года соединили в один полк. Роты A, B, C, D, E, F и G были сформированы из восьми рот кортландского полка, а роты H, I и K были сформированы из четырёх рот полка данфорта. Три роты полка были переформированы в артиллерийские и превратились в батарею М 3-го Артиллерийского полка. 28 декабря рота капитана Макнетта (из кортландского полка) была переведена в 93-й Нью-Йоркский пехотный полк.
16 января роты полка были приняты на службу в федеральную армию сроком на три года. Первым командиром полка стал полковник Нельсон Грин, подполковником Джон Шол, майором Чарльз Ливингстон.

## Боевой путь

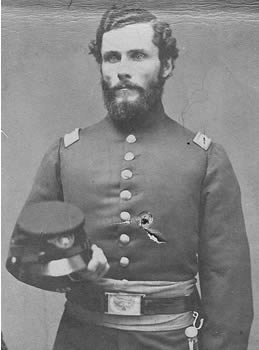
Эндрю Гровер. Капитан, затем майор полка. Погиб под Геттисббергом.

17 января полк покинул Нью-Йорк и отправился в Вашингтон, где был размещён в укреплениях Вашингтона и включён в бригаду Инниса Палмера (в дивизии Кейси). В марте полк был включён в отряд Уодсворта. Полковник Грин был отчислен из армии и его место занял подполковник Шол. В мае полк был введён в бригаду Эбнера Даблдея (департамента Раппаханок) и служил в окрестностях Фредериксберга.
26 июня 3-я дивизия департамента Раппаханок стала 1-й дивизией III корпуса Вирджинской армии. В этом месяце подполковник Шол покинул полк по болезни и командование принял полковник Уильям Уэйнрайт.

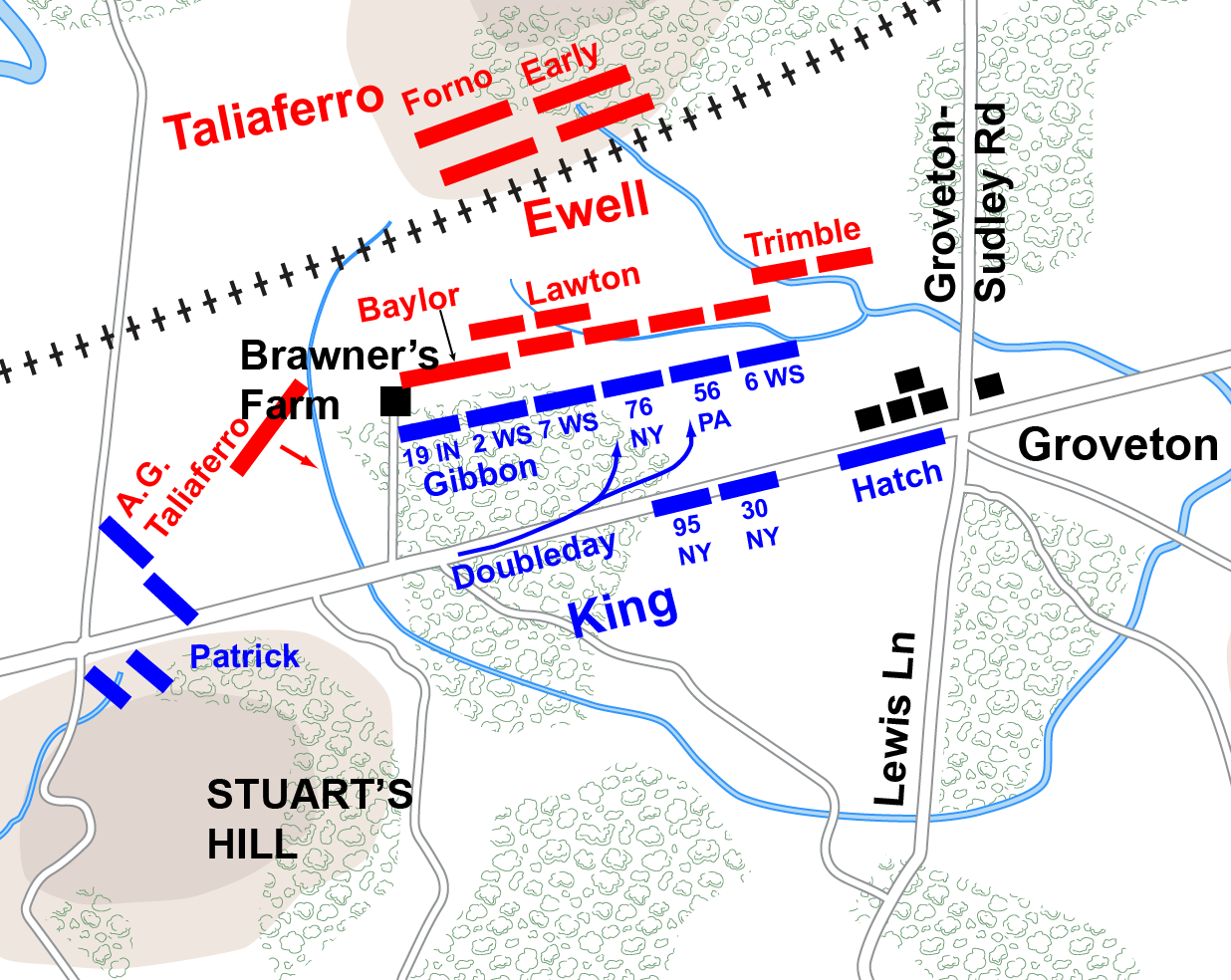
Бригада Даблдея в сражении при Броунерс-Фарм

С 16 августа полк участвовал в Северовирджинской кампании. 20 августа он был задействован в перестрелке у реки Раппаханок, а 28 августа, когда дивизия Кинга была отправлена на перехват Джексона, он участвовал в первом бою второго сражения при Булл-Ран: в бою при Броунерс-Фарм. В этом бою был дважды ранен капитан Эндрю Гровер, который выбыл из строя на год. Майор Ливингстон попал в плен, когда пытался собрать остатки полка вокруг знамён. Всего за кампанию полк потерял 1 офицера и 36 рядовых убитыми, 9 офицеров и 66 рядовых ранеными и 35 пропавшими без вести.
После кампании Вирджинская армия была расформирована и бригада Даблдея стала 2-й бригадой дивизии Кинга в I корпусе Потомакской армии. Она участвовала в Мэрилендской кампании, где 14 сентября полковник Уэнрайт возглавил бригаду, сдав полк первому лейтенанту Ченси Кренделлу.
14 сентября, перед сражением в Южных Горах, в полку было всего 40 человек. В ходе штурма ущелья Тёрнера полк потерял 4 человека убитым и 15 человек ранеными. Ранен был и полковник Уэйнрайт. Когда началось сражение при Энтитеме, полк числился в составе бригады Хоффмана, но держался в резерве. Он был задействован в бою незначительно, потеряв 3 офицера и одного рядового.
Осенью полк участвовал в наступлении на Фалмут. 20 ноября майор Ливингстон был освобождён по обмену и получил звание подполковника. Вскоре вернулся в строй полковник Уэйнрайт, и он командовал полком 12 декабря, когда началось сражение при Фредериксберге. В этом бою полк потерял 3 человека убитыми и 13 ранеными.
В январе 1863 года полк участвовал в "Грязевом марше" генерала Бернсайда.
Весной полк стоял в Фалмуте. В апреле капитан Эндрю Джексон  выздоровел, вернулся в полк и стал майором полка.
27 апреля началась Чанселорсвиллская кампания. Корпус Рейнольдса переправился через Раппаханок у Фредериксберга и полк участвовал в перестрелке у Поллок-Милл-Крик, где потерял 1 офицера раненым.
2 - 5 мая полк был ограниченно задействован в сражении при Чанселорсвилле и потерял 2 человек ранеными.
После завершения кампании часть полков Потомакской армии были расформированы из-за истечения сроков службы. Рядовые 24-го и 30-го Нью-Йоркских полков, записанные на 3 года службы, были переведены в 76-й. 
В июне 1863 года началась Геттисбергская кампания. 25 июня полковник Уэйнрайт занял должность провост-маршала округа Колумбия, и полк возглавил подполковник Ливингстон. Полк числился в бригаде Лизандера Катлера и первым пришёл к Геттисбергу утром 1 июля - в этот момент им командовал майор Эндрю Гровер. Бригада Катлера шла первой в колонне Рейнольдса, и 76-й был первым в колоне. 

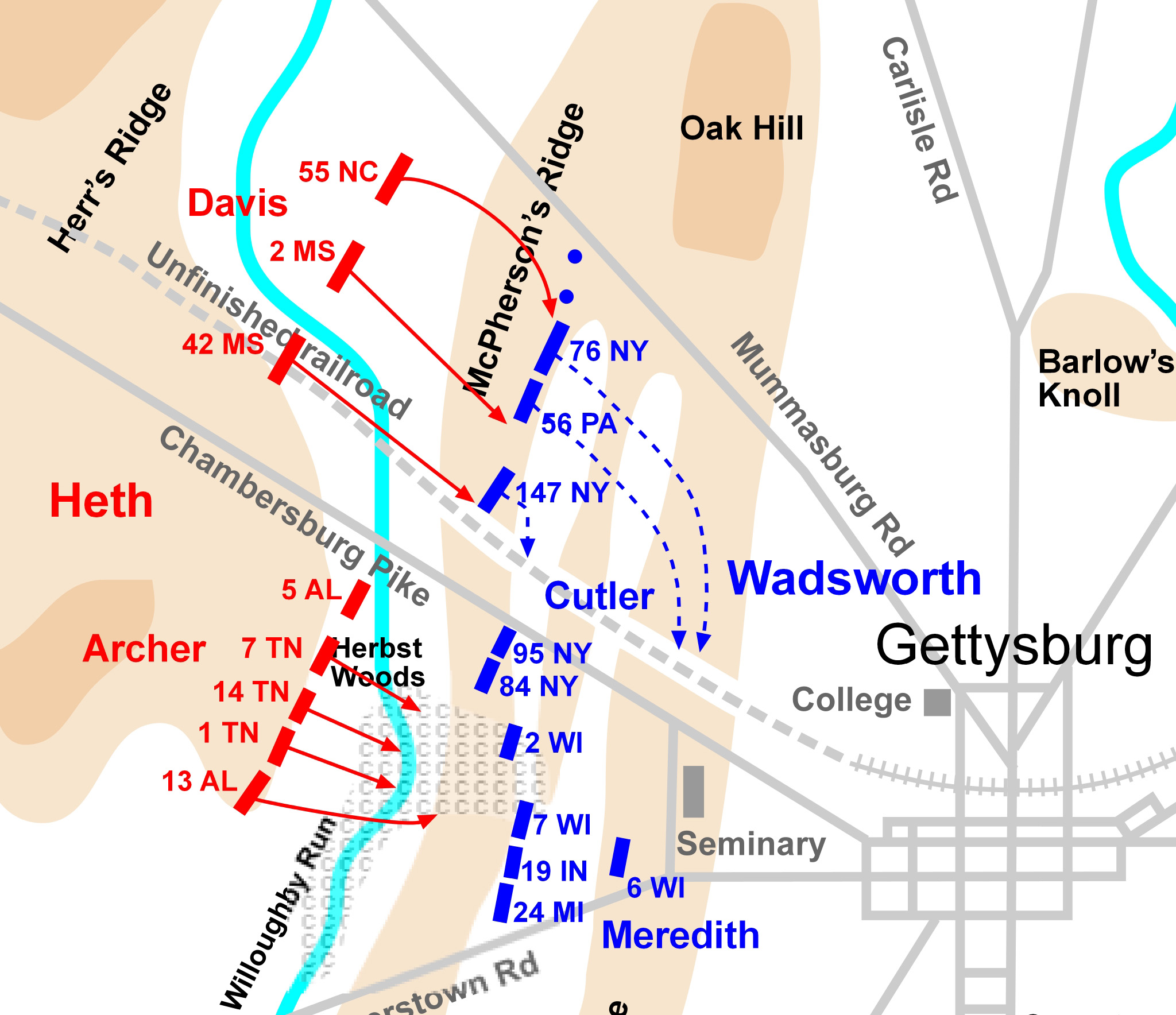
Бригада Катлера на хребте Макферсона

Катлер отправил бригаду на хребет Макферсона, при этом 76-й оказался крайним правым, правее 56-го Пенсильванского полка. Уже при выходе на позицию 76-й попал под артиллерийский обстрел. 56-й уже начал вести огонь, но майор Гровер не мог понять, кто находится впереди, свои или чужие, и приказал не открывать стрельбы. В это время 55-й Северокаролинский полк атаковал его с фронта и фланга; при этой атаке был ранен командир северокаролинского полка, полковник Конелли. Майор Гровер приказал развернуть полк фронтом вправо. Сразу после завершения того манёвра он был убит и командование принял капитан Джон Кук. Дивизионный генерал Уодсворт приказал Катлеру отвести полки на 300 метров назад, к лесу Шедс-Вуд. 76-й полк отошёл в полном порядке. В этом бою полки Катлера потеряли примерно половину своего состава.
Когда оборона на хребте Макферсона начала рушиться, полк был отведён на высоту Калпс-Хилл. В боях под Геттисбергом полк потерял 2 офицеров и 30 рядовых убитыми, 3 офицеров и 13 рядовых смертельно ранеными, 13 офицеров и 103 рядовых ранеными и 70 пропавшими без вести. 
Полк участвовал в преследовании отступающей Северовирджинской армии, в Кампании Бристо и кампании Майн-Ран, но активно задействован не был. 30 сентября 1863 года подполковник Ливингстон получил звание полковника.
В январе 1864 года генерал Катлер командовал дивизией, а полк 4 января перевели в 1-ю бригаду его дивизии. 25 марта 1864 года бригада стала 2-й бригадой 4-й дивизии V корпуса Потомакской армии.